# خیابان بازار
خیابان بازار (به تامیلی: Angadi Theru) و (به انگلیسی: Market Street) فیلمی هندی محصول سال ۲۰۱۰ و به کارگردانی واسانتابالان است. در این فیلم بازیگرانی همچون آنجلی و ماهش ایفای نقش کرده‌اند.